# Элегестинский сумон
Элегестинский сумон,сумон Элегест — административно-территориальная единица (сумон) и муниципальное образование со статусом сельского поселения в Чеди-Хольском кожууне Тывы Российской Федерации.
Административный центр сумона — село Элегест.

## Население
| 2017 | 2018  |
| ---- | ----- |
| 1415 | ↗1429 |

## Состав сумона
| № | Населённый пункт | Тип населённого пункта       | Население |
| - | ---------------- | ---------------------------- | --------- |
| 1 | Каък             | арбан                        |           |
| 2 | Элегест          | село, административный центр |           |

## Экономика
Открыто Элегестское угольное месторождение, в планах строительство железнодорожной ветки «Элегест — Кызыл — Курагино»